# Inhalatorium (Baden)

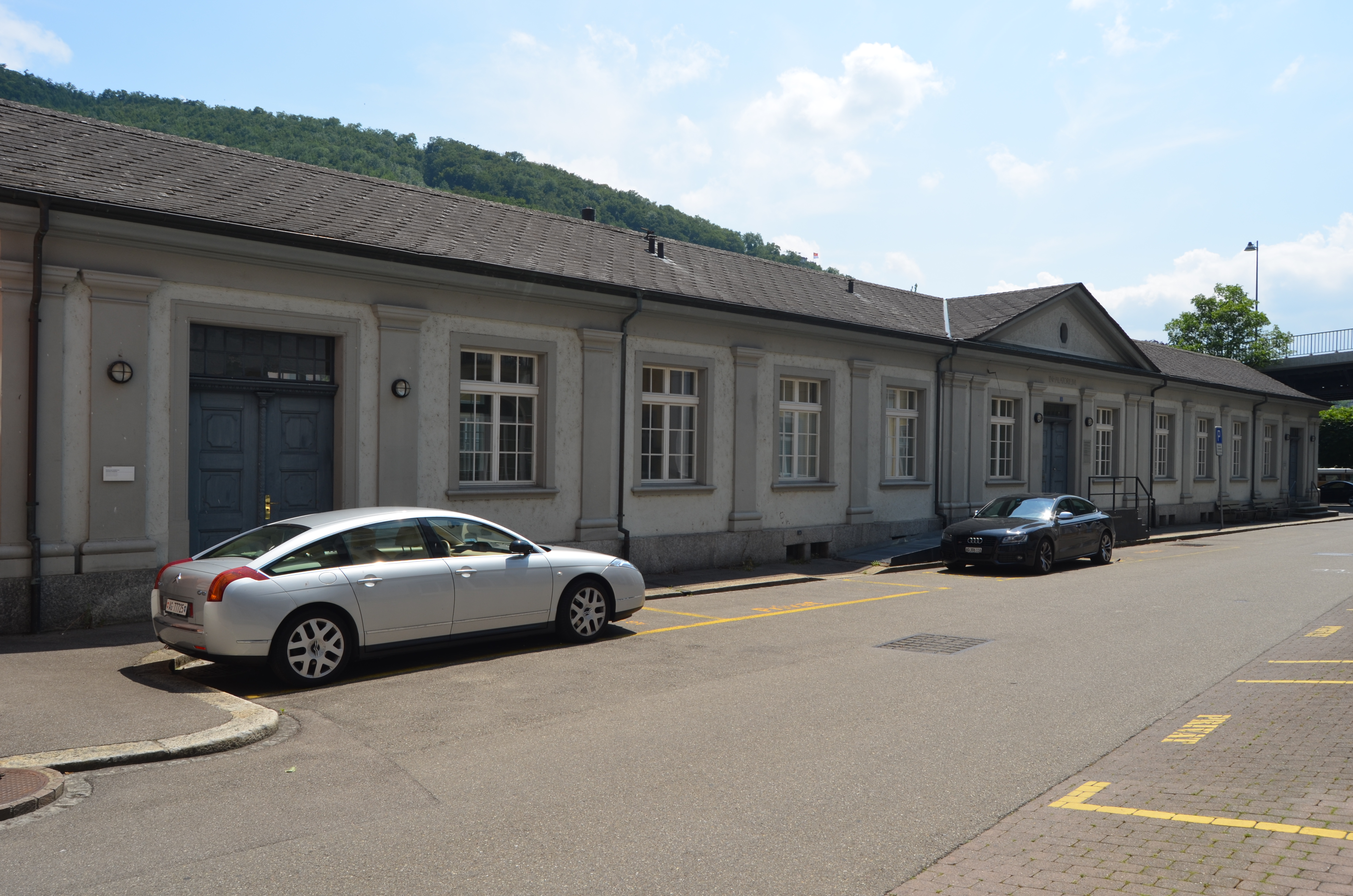
Inhalatorium

Das Inhalatorium ist ein denkmalgeschütztes Gebäude in Baden im Kanton Aargau. Es befindet sich an der Limmatpromenade im Bäderquartier, zwischen dem Hotel Limmathof und der Schiefen Brücke. Das Gebäude ist ein Kulturgut von regionaler Bedeutung.

## Gebäude
Das lang gestreckte, eingeschossige Gebäude im streng klassizistischen Stil steht unmittelbar am Ufer der Limmat und schliesst an den angrenzenden Limmathof an. Toskanische Pilaster aus Sandstein gliedern das rund 50 Meter lange Bauwerk in 13 Achsen mit einfachen Rechteckfenstern. Die mittlere Achse wird durch ein Pfeilerbündel ausgezeichnet und bildet zusammen mit einem Quergiebel einen betonten Mittelrisalit. Vom Unterbau der früheren Trinklaube stammt eine leicht vorkragende Bogenreihe an der Flussseite.
Im Innern des Gebäudes befinden sich zwei steinerne Gedächtnistafeln. Sie erinnern an die Donatoren des im Jahr 1754 von Landvogt Franz Ludwig von Graffenried gegründeten Badarmenfonds,  mit dem die materielle und medizinische Versorgung bedürftiger Badegäste sichergestellt werden sollte. Gestaltet wurden sie in Formen des romantischen Klassizismus, die ältere der beiden Tafeln stammt von Joseph Caspar Jeuch.

## Geschichte
1834 trat der Kanton Aargau seinen Anteil an der fünf Jahre zuvor gefassten Limmatquelle an die Stadt Baden ab. Diese verpflichtete sich daraufhin zum Bau eines Armenbadehauses und einer Laube für Trinkkuren. Letztere entstand 1835/36 nach Plänen von Johann Jakob Heimlicher und besass 17 Achsen. 1851 und 1853 richtete man im Souterrain zehn Baderäume ein. 1910 baute Otto Bölsterli die Trinklaube komplett zum heutigen Inhalatorium um, wobei er das Bauvolumen beibehielt. Damit konnte auch in Baden die damals neuartige Inhalationstherapie angeboten werden. 1967 wurde das Gebäude unter Denkmalschutz gestellt, 1987 der Badebetrieb geschlossen. In den Jahren 1990 bis 1992 erfolgte eine umfassende Renovation. Der nördliche Teil beherbergt seither das Bäderarchiv und ein Informationszentrum, der südliche Teil eine Hausarztpraxis.